# HellermannTyton
HellermannTyton – międzynarodowe przedsiębiorstwo, posiadające oddziały w 40 krajach. Specjalizuje się w wytwarzaniu produktów do wiązania, mocowania, ochrony, oznaczania i instalacji przewodów oraz kabli. W skład przedsiębiorstwa wchodzi 18 fabryk, a globalne zatrudnienie osiągnęło poziom ponad 7000 pracowników. HellermannTyton było spółką akcyjną notowaną na Londyńskiej Giełdzie Papierów Wartościowych aż do grudnia 2015 roku, kiedy to została nabyta przez Delphi Automotive.

## Historia
Firma została założona w 1935 r. przez Paula Hellermanna jako HellermannTyton GmbH.
W 1938 r. w ramach joint venture rozszerzono działalność na terytorium Wielkiej Brytanii tworząc Hellermann Electric Ltd. W 1948 roku siedzibę przeniesiono do nowej fabryki w Crawley w Sussex.
Historia HellermannTyton Polska ma swój początek w 2008 roku, kiedy to zostało otwarte pierwsze biuro sprzedaży w Polsce. We wrześniu 2013 roku w wynajętej hali w Zagórowie rozpoczęła się produkcja. Firma zatrudniała wówczas 21 pracowników. W 2016 r. została oddana do użytku obecna siedziba firmy znajdująca się w Kotuni, o powierzchni przekraczającej obecnie ponad 24 tys. m².

## Znaczenie polskiego oddziału dla rejonu
Pierwszy w Polsce zakład produkcyjny i zarazem pierwsza siedziba polskiego oddziału HellermannTyton powstała w roku 2015 w miejscowości Zagórów w woj. wielkopolskim (powiat słupecki). HellermannTyton jest jednym z głównych pracodawców w powiecie słupeckim oraz bardzo ważnym inwestorem dla tego regionu. W 2016 roku w Kotuni została oddana do użytku obecna siedziba firmy. Nowoczesny kompleks biurowo-produkcyjny z w pełni zautomatyzowanymi halami produkcyjnymi i biurowcem, zajmuje obecnie powierzchnię ponad 24 tys. m². Najnowszą, czwartą już halę produkcyjną oficjalnie otwarto w lipcu 2023 r.
Firma zatrudnia ponad 300 osób i jest jednym z największych pracodawców nie tylko na lokalnym rynku, ale i w całej środkowowschodniej części Wielkopolski. W 2020, 2021 i 2022 r. HellermannTyton został nagrodzony „Gazelą Biznesu” oraz „Diamenty Forbes”  w 2021 i 2022 dla najszybciej rozwijających się firm w Polsce. 

## Procesy produkcyjne
Firma produkuje elementy przeznaczone dla różnych rynków i branż, m.in. dla producentów OEM do rynku samochodów osobowych, rynku kolejowego, lotniczego i morskiego, a także do produktów stosowanych w elektronice, w urządzeniach telekomunikacyjnych, w sprzęcie AGD i na budowach.
Produkcja detali odbywa się na wtryskarkach, gdzie granulowane tworzywo sztuczne, na przykład nylon, jest upłynniane poprzez ogrzewanie i wtryskiwane do formy. Po utwardzeniu, które trwa zaledwie moment, forma na krótko rozsuwa się, wyrzuca dane elementy i rozpoczyna się kolejny cykl.